# Brycon hilarii
Brycon hilarii är en fiskart som först beskrevs av Valenciennes, 1850.  Brycon hilarii ingår i släktet Brycon och familjen Characidae. Inga underarter finns listade.